# Martin Juritsch
Martin Juritsch, né le 19 septembre 1928 à Filipsdorf (Filipowa) en Voïvodine et mort à Bruchsal, le 4 avril 1999, est un ecclésiastique allemand qui fut recteur général des Pallottins de 1983 à 1992.

## Biographie
Martin Juritsch naît en Serbie d'un père allemand, souabe du Danube, dont la famille émigre en Allemagne à Bruchsal au début de la Seconde Guerre mondiale. Il y passe son baccalauréat  (Abitur), en 1949, puis il entre au noviciat des Pallottins. Il étudie la philosophie et la théologie à la maison de formation des Pallottins de Vallendar et à l'université catholique de Louvain et il est ordonné prêtre en 1955. Il poursuit sa formation à l'université de Fribourg.
Promu au doctorat de philosophie, il enseigne à partir de 1960 à l'école supérieure des Pallottins d'Untermerzbach. En 1972, il est nommé Provincial de la Province pallottine d'Allemagne du Sud, dont le siège est à Friedberg, près d'Augsbourg.
Martin Juritsch est élu recteur général de sa congrégation à Rome par le chapitre général de 1983, et réélu en 1989. Il démissionne pour raison de santé en 1992 et rentre en Allemagne, où il meurt à Bruchsal en 1999.
Il était très estimé comme professeur chez les étudiants de sa congrégation et d'autres. En tant que Provincial, il a travaillé étroitement avec le diocèse d'Augsbourg, notamment avec les laïcs et a œuvré à l'implantation du mouvement charismatique.